# Revue internationale des sociétés secrètes
La Revue internationale des sociétés secrètes (RISS), « Organe de la Ligue franc-catholique » (Paris, 1912-1914, puis 1920-1922), était un périodique français fondé et dirigé par Mgr Ernest Jouin, et animé notamment par Charles Nicoullaud sous le pseudonyme de Fomalhaut et lui aussi fondateur, le colonel Emmanuel Bon et comptant parmi ses contributeurs Pierre Virion, sous les pseudonymes de J. Boicherot et Lefrançois. S'ensuivit une période de reparutions ponctuelles. En 1926, le Marquis de la Franquerie en devint le rédacteur en chef. La revue cessa de paraître en 1939.

## Description
Il s'agissait d'une revue catholique traditionaliste publiée par la Ligue franc-catholique dont la ligne éditoriale était essentiellement antimaçonnique, antijudaïque et conspirationniste. Les articles qu'elle publiait étaient consacrés à la dénonciation de complots ourdis par des sociétés secrètes ésotérisantes ou de machinations dites « judéo-occultistes ». Ses contributeurs, en particulier Mgr Jouin, ont constitué des nomenclatures de francs-maçons, ainsi que des bibliographies détaillées sur les activités occultes françaises. L'antimaçonnisme de la RISS est une continuation de celui des collaborateurs de Léo Taxil.
Cette revue contribua à la diffusion des Protocoles des sages de Sion et exerça une influence considérable sur la littérature complotiste. La revue attaqua le Rotary Club, accusé d'être une organisation paramaçonnique.
La RISS traduisit en français le livre de d'Arthur Preuss Étude sur la Franc-maçonnerie américaine, qui fut un succès avec cinq éditions, la dernière en 1924.

## Collaborateurs de la revue
Le Marquis de la Franquerie en devient rédacteur en chef en 1926.
- Paul Copin-Albancelli
- Gustave Bord[6]
- Olivier de Fremond
- Paul Boulin (alias Roger Duguet)
- Raymond Dulac
- Henri de Guillebert des Essars
- Guy Mariani (un pseudonyme)
- Charles Nicoullaud (a contribué aussi sous le pseudonyme de A. Martigue)
- Pierre Virion (alias  J. Boicherot, Lefrançois)
- Léon de Poncins

## Division
Certains volumes étaient divisés en 2 parties : 
- 1. R.I.S.S. « Grise : Partie (générale) maçonnique » de 1912 à 1939.
- 2. R.I.S.S. « Rose : Partie (spéciale) occultisme » de 1928 à 1933.